# Produce 101
Produce 101 (en hangul, 프로듀스 101) es un programa de telerrealidad surcoreano de 2016 de la cadena Mnet. Es un proyecto a gran escala en el que el público «produce» un grupo unidad eligiendo miembros de un grupo de 101 aprendices de compañías de entretenimiento, así como el concepto del grupo, la canción debut y el nombre del grupo. El programa tiene el segundo mayor presupuesto de todos los programas producidos por Mnet en alrededor de cuatro billones de won (aproximadamente 3,4 millones de dólares).

## Temporada 1
Produce 101 es el primer proyecto de grupo de chicas de la nación en colaboración con agencias que reúne a 101 aprendices de diferentes compañías de entretenimiento tanto dentro como fuera de Corea del Sur, y se seleccionará a 11 aprendices para formar un grupo unidad de chicas. El grupo unidad realizará cuatro canciones juntas por un año y lanzará un álbum debut bajo el sello discográfico de CJ E&M, pero pueden unirse más tarde a un grupo de chicas que sus agencias estén planeando. Las miembros comenzaron a vivir juntas el 5 de diciembre de 2015. Subieron al escenario por primera vez para enfrentarse en una misión de grupo en el estudio CJ E&M en Ilsan el 27 de diciembre de 2015.
Para el entrenamiento de las chicas, varios artistas han sido reclutados para el programa. El cantante Jang Keun-suk actúa como mentor, mientras que la vocalista JeA de Brown Eyed Girls, junto a la entrenadora vocal Kim Sung-eun, la solista Kahi con la coreógrafa Bae Yoon Jung y la rapera Cheetah, respectivamente, a cargo de la formación vocal, de baile y de rap. Además, la entrenadora Ray Yang está a cargo del entrenamiento físico de las chicas.

## Temporada 2
La temporada 2 de Produce 101 contará con aprendices masculinos en 2017, pero muchas agencias, incluyendo SM, YG y JYP, han optado por no enviar a los aprendices a participar en la temporada 2.
Para el entrenamiento de los chicos, se encuentra la cantante BoA actuando como mentora, mientras que Lee Seok Hoon de SG Wannabe, Shin You Me, la rapeara Cheetah, el rapero Don Mills, la solista Kahi y Kwon Jae Sung, respectivamente, estarán a cargo de la formación vocal, de rap y de baile.

## Discografía

### Sencillos
| Título                             | Año  | Posiciones en gráficos | Ventas          | Álbum               |
| Título                             | Año  | COR                    | Ventas          | Álbum               |
| ---------------------------------- | ---- | ---------------------- | --------------- | ------------------- |
| «Pick Me»                          | 2015 | 9                      | - COR: 893,723+ |                     |
| «24 Hours» (Make Some Noise)       | 2016 | 44                     | - COR: 204,742+ | 35 Girls 5 Concepts |
| «Fingertips» (Pinkrush)            | 2016 | 21                     | - COR: 394,446+ | 35 Girls 5 Concepts |
| «Don't Matter» (Hualyeogangsan)    | 2016 | 30                     | - COR: 253,613+ | 35 Girls 5 Concepts |
| «Yum-Yum» (7 go up)                | 2016 | 14                     | - COR: 579,478+ | 35 Girls 5 Concepts |
| «At the Same Place» (Girls on Top) | 2016 | 8                      | - COR: 807,282+ | 35 Girls 5 Concepts |

## Transmisión internacional
- En Japón, el primer episodio de Produce 101 fue transmitido a través de Mnet Japan el 3 de abril de 2016, seguido por 11 semanas de episodios cada viernes a partir del 8 de abril.[15]
- En la región asiática y norteamericana, el primer episodio de Produce 101 se emitió vía Channel M el 4 de mayo de 2016, seguido de 11 semanas de episodios cada miércoles a partir del 11 de mayo.[16]